# Phorbia italica
Phorbia italica este o specie de muște din genul Phorbia, familia Anthomyiidae, descrisă de Ackland și Verner Michelsen în anul 1986.
Este endemică în Italia. Conform Catalogue of Life specia Phorbia italica nu are subspecii cunoscute.